# Ekonomija
Ekonomija (en serbe cyrillique : Економија) est un village de Bosnie-Herzégovine. Il est situé dans la municipalité de Zvornik et dans la république serbe de Bosnie. Selon les premiers résultats du recensement bosnien de 2013, il compte 1 472 habitants.